# Samba-raiado
O samba de raiado foi um sub-gênero musical do samba trazido à cidade do Rio de Janeiro pelas "tias baianas" no início do século XX. Era uma variante do samba-de-roda e era sempre acompanhado por palmas e pelo ruído forte e estridente de pratos de louça raspados com facas de metal.